# Acetali

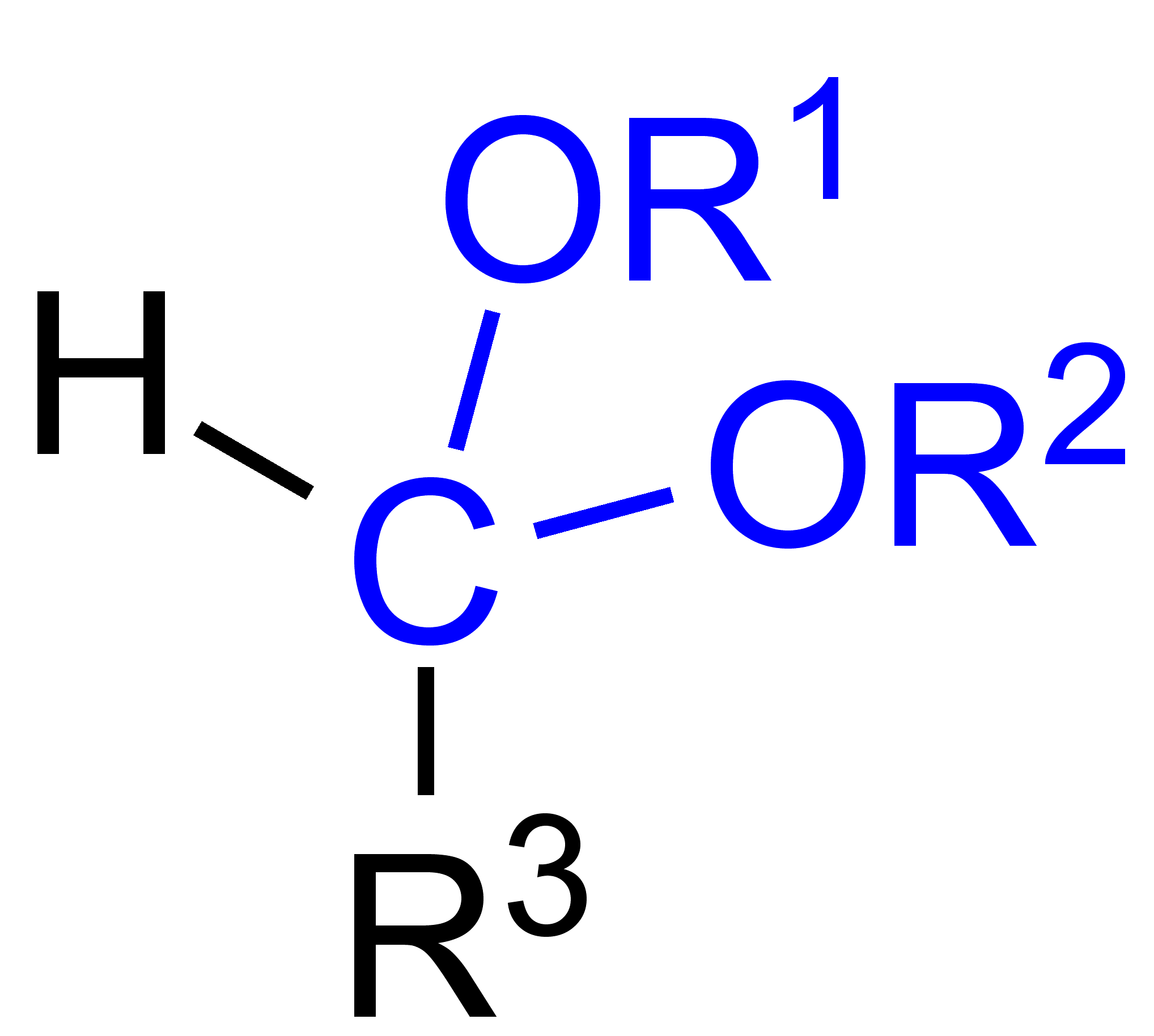
Formula di struttura di un acetale.

Gli acetali sono composti organici rappresentati dalla formula generale R2C(OR')2 (in cui "R" indica un gruppo idrocarburico).
Gli acetali derivano dalla reazione tra un'aldeide, o un chetone, e un alcol. Durante tale sintesi si formano gli emiacetali (o semiacetali), intermedi difficilmente isolabili; importanti emiacetali sono la forma furanosica e piranosica dei glucidi.
Nella sintesi organica vengono spesso utilizzati come gruppi protettivi per il gruppo carbonilico, in quanto gli acetali, come gli altri eteri, risultano inerti nei confronti dei nucleofili, delle basi e dei riducenti. La moderna definizione IUPAC considera i chetali, composti analoghi derivati da un chetone e da un alcol, come una sottocategoria degli acetali. Gli acetali derivati dall'acetone sono talvolta detti acetonidi.

## Meccanismo di formazione
La funzione aldeidica reagisce con un alcol secondo la seguente reazione, che avviene in ambiente acido:
- Un protone si lega all'ossigeno del carbonile, determinando una carica positiva:

```
   H             H
   |             |
 R-C=O + H
+
 

  

    

      

        
⇄

      

    

    
{\displaystyle \rightleftarrows }

  

 R-C=O
+
-H
```

- Dal momento che l'ossigeno è più elettronegativo del carbonio attira a sé gli elettroni del doppio legame, determinandone la rottura e formando tramite risonanza un carbocatione:

```
   H
   |
 R-C
+
-OH
```

- A questo punto il carbocatione subisce un attacco nucleofilo da parte dell'ossigeno dell'alcol, che assume una carica positiva:

```
   H                  H H
   |                  | |
 R-C
+
-OH + R'-OH 

  

    

      

        
→

      

    

    
{\displaystyle \rightarrow }

  

 R-C-O
+
R'
                      |
                      OH
```

- L'ossigeno attira a sé gli elettroni del legame con l'idrogeno, determinandone la rottura e la conseguente liberazione di un protone:

```
   H H         H
   | |         |
 R-C-O
+
R' 

  

    

      

        
⇄

      

    

    
{\displaystyle \rightleftarrows }

  

 R-C-OR' + H
+

   |           |
   OH          OH
```

- L'ultima molecola ottenuta è un emiacetale (C legato a un gruppo R, OH e un gruppo OR'),[3] che subisce un nuovo attacco elettrofilo da parte di un protone:

```
   H               H
   |               |
 R-C-OR' + H
+
 

  

    

      

        
⇄

      

    

    
{\displaystyle \rightleftarrows }

  

 R-C-OR'
   |               |
   OH              O
+
H
                   H
```

- L'ossigeno attira a sé gli elettroni del legame con il carbonio determinandone la rottura e la liberazione di una molecola di acqua, con la formazione di un carbocatione:

```
   H           H
   |           |
 R-C-OR' 

  

    

      

        
⇄

      

    

    
{\displaystyle \rightleftarrows }

  

 R-C
+
-OR' + H
2
O
   |
   O
+
H
   H
```

- A questo punto la reazione prosegue con l'attacco nucleofilo dell'alcol che porta alla formazione dell'acetale:

```
   H                   H  
   |                   |
 R-C
+
-OR' + R"-OH 

  

    

      

        
⇄

      

    

    
{\displaystyle \rightleftarrows }

  

 R-C-OR'
                       |
                       O
+
R"
                       H
   H           H 
   |           | 
 R-C-OR' 

  

    

      

        
⇄

      

    

    
{\displaystyle \rightleftarrows }

  

 R-C-OR' + H
+

   |           |
   O
+
R"        OR"
   H
```

## Strategie pratiche di sintesi
Analizzando il meccanismo di formazione degli acetali salta subito all'occhio come tutti i processi coinvolti siano nient'altro che equilibri tra composto carbonilico e acetale. Nel caso di aldeidi semplici quali l'acetaldeide la costante di equilibrio per la reazione è complessivamente favorevole e l'acetale può essere ottenuto con rese rispettabili semplicemente trattando l'aldeide con due moli di alcol e un catalizzatore acido. Per ottenere una quantità ancora maggiore di prodotto, si può sostituire all'acido abbondante cloruro di calcio anidro che, idrolizzandosi parzialmente in acido cloridrico, fornisce il catalizzatore necessario e al tempo stesso sottrae l'acqua man mano che si forma, spostando l'equilibrio sempre più verso destra. Nel caso di aldeidi complesse o ancor peggio di chetoni la costante è parecchio sfavorevole e, specialmente se l'alcol è poco costoso, si utilizza quest'ultimo come solvente per la reazione o, nel caso di chetoni, si utilizzano dei metodi particolari per eliminare l'acqua non appena questa si forma. Uno dei motivi responsabili di una così bassa costante d'equilibrio nel caso dei chetoni è legata a considerazioni termodinamiche, in modo particolare al concetto di entropia. Sappiamo che l'energia libera di Gibbs per una generica reazione è data dalla relazione ΔG=ΔH−TΔS
Nel caso delle aldeidi la reazione è così esotermica che il contributo dell'entropia, sebbene non trascurabile, passa comunque in secondo piano permettendo il regolare svolgersi della reazione. Quando consideriamo un chetone oltre al ΔS (da tre molecole ne otteniamo una sola, quindi l'entropia del sistema diminuisce) anche la variazione di entalpia (ΔH) è sfavorevole e la reazione in pratica non avviene. Un metodo comodo per ovviare al problema dell'entropia contraria è utilizzare una mole di diolo al posto di due moli di alcol normale, ottenendo in questo modo un acetale ciclico. In alcuni casi tuttavia ΔG è ancora positivo ed è necessario comunque allontanare l'acqua che si forma.

## Ruolo e importanza degli acetali
Gli acetali, come già accennato prima, rivestono un ruolo fondamentale oltre che nella chimica degli zuccheri (ricordiamo che i glucidi esistono prevalentemente in forma semiacetalica piuttosto che aperta) anche nella comune pratica di laboratorio, essendo agenti ideali per la protezione del carbonile nel caso di sintesi multi-step. Essendo stabilissimi in soluzioni basiche è possibile lavorare tranquillamente sugli altri gruppi funzionali della molecola ed alla fine idrolizzare l'acetale in ambiente acido per liberare il gruppo protetto. 
La tendenza delle aldeidi a dare acetali può essere facilmente evidenziata prendendo la formaldeide come esempio. In soluzione acquosa la formaldeide è disponibile commercialmente in concentrazione circa al 37% ma è anche disponibile sotto forma di paraformaldeide, un polimero solido che riscaldato dà nuovamente formaldeide gassosa o come triossano, un trimero ciclico. Anche altre aldeidi semplici formano polimeri, come nel caso di acetaldeide-metaldeide, mentre i chetoni non hanno simile comportamento.